# Američki građanski rat
Američki građanski rat (1861. – 1865.) bio je građanski rat u Sjedinjenim Američkim Državama koji se vodio zbog formiranja i odcjepljenja Konfederacije Američkih Država. Jedanaest južnjačkih robovlasničkih država proglasilo je svoje odcjepljenje od SAD-a i formiralo Konfederaciju; ostalih dvadeset i pet država podupirale su saveznu vladu (Uniju). Nakon četiri godine ratovanja koje se odvijalo većinom u južnjačkim državama, Konfederacija se predala, a ropstvo je u cijelosti ukinuto. Problemi koji su doveli do rata dijelom su riješeni erom rekonstrukcije koja je uslijedila, premda su mnogi ostali neriješeni.
Tijekom predsjedničkih izbora 1860. godine, Republikanska stranka na čelu s Abrahamom Lincolnom vodila je kampanju protiv širenja ropstva van država u kojima je ono već postojalo. Republikanci su strogo podupirali nacionalizam pa su prijetnje odcjepljenja proglasili izdajom. Nakon njihove pobjede na izborima, ali prije nego što je nova administracija preuzela vlast 4. ožujka 1861. godine, sedam robovlasničkih država proglasilo je svoje odcjepljenje te oformilo Konfederaciju Američkih Država. Obje administracije – ona na odlasku predsjednika Jamesa Buchanana te nova na dolasku predsjednika Lincolna – odbile su legalizirati odcjepljenje, smatrajući ga pobunom. U to vrijeme ostalih osam robovlasničkih država odbilo je poziv na odcjepljenje. Niti jedna međunarodna vlast nije priznala Konfederaciju.
Neprijateljstvo je službeno započelo 12. travnja 1861. godine kada su postrojbe Konfederacije zapucale na unionističku vojnu ustanovu Fort Sumter u Južnoj Karolini. Lincoln je nakon tog događaja uputio javni poziv za stvaranje vojske dobrovoljaca iz svake države koji su trebali vratiti oduzeto savezno vlasništvo što je dovelo do proglašenja odcjepljenja još dodatne četiri robovlasničke države. Obje strane uskoro su novačile vojnike, a Unija je preuzela kontrolu pograničnih država u ranoj fazi rata te stvorila pomorsku blokadu. Ratovanje na istoku zemlje bilo je uglavnom neriješeno tijekom 1861. i 1862. godine jer je Konfederacija odolijevala napadima Unije koja je pokušala zauzeti glavni grad – Richmond (država Virginia). U rujnu 1862. godine Konfederacija je u državi Maryland doživjela poraz u bitci kod Antietama što je u konačnici odvratilo Britance da se umiješaju u sukob. Nekoliko dana nakon te bitke, Lincoln je najavio Proglas o emancipaciji čime je ukidanje ropstva proglašeno dodatnim ciljem rata.
Godine 1863. napredak glavnog generala Konfederacije Roberta E. Leeja završen je porazom u bitci kod Gettysburga. Na zapadu, Unija je preuzela kontrolu nad rijekom Mississippi nakon bitke kod Shiloha (travanj 1862.) te opsade Vicksburga, cijepajući Konfederaciju na dva dijela i uništivši većinu njihove zapadne vojske. Zbog svojih uspjeha na zapadu, Ulysses S. Grant dobio je zapovjedništvo nad vojskom Unije 1864. godine te organizirao armije Williama Tecumseha Shermana, Georgea Meadea i drugih kako bi napali Konfederaciju sa svih strana. Grant je preustrojio vojsku Unije te postavio generale kao zapovjednike divizija koji će podupirati njegov napredak prema Virginiji. Vodio je nekoliko teških bitaka protiv generala Leeja, a zbog snažnog odupiranja južnjačkih snaga morao je nekoliko puta mijenjati svoje planove te voditi opsadu Petersburga koja je gotovo uništila ostatak Leejeve vojske. U međuvremenu, Sherman je zauzeo Atlantu i marširao prema moru, pritom uništavajući infrastrukturu Konfederacije. Nakon što su propali pokušaji Konfederacije da obrani Petersburg, vojska se počela povlačiti, ali je uskoro poražena što je rezultiralo Leejevom konačnom predajom Grantu u Appomattox Court Houseu, 9. travnja 1865. godine.
Američki građanski rat bio je jedan od najranijih industrijskih ratova. Za potrebe ratovanja uvelike su se koristile željezničke pruge, telegrafi, parobrodi te masovna proizvodnja oružja. Prakse koje je razvio Sherman u državi Georgiji te mobilizacija civilnog stanovništva i samo financiranje rata nagovijestili su Prvi svjetski rat u Europi. To je do danas ostao najubojitiji rat u američkoj povijesti u kojem je poginulo otprilike 750.000 vojnika te neodređeni broj civila. Povjesničar John Huddleston procjenjuje ukupan broj mrtvih na otprilike 10% svih muškaraca na Sjeveru u dobi između 20 i 45 godina života te na otprilike 30% svih muškaraca (bijelaca) na Jugu u dobi između 18 i 40 godina života. Pobjedom Sjevera okončano je postojanje Konfederacije i ropstva u SAD-u te se dodatno pojačala uloga savezne vlade. U eri rekonstrukcije koja je uslijedila i trajala sve do 1877. godine, Unija je uspjela učvrstiti svoj položaj u svih jedanaest bivših Konfederacijskih država.

## Razlozi secesije
Uzroci Američkog građanskog rata bili su složeni, a obavijeni su kontroverzama još otkad je sam rat počeo. Problem su dodatno zakomplicirali povjesničari koji su željeli poboljšati sliku Juga smanjujući ulogu ropstva. Ropstvo je bilo središnji uzročnik povećanja političkih napetosti tijekom 50-ih godina 19. stoljeća. Republikanska stranka bila je odlučna spriječiti njegovo daljnje širenje, a vodstvo Juga prijetilo je odcjepljenjem u slučaju da republikanski kandidat Abraham Lincoln pobijedi na predsjedničkim izborima 1860. godine. Nakon njegove pobjede, mnogi južnjački bijelci smatrali su da je odcjepljenje postala njihov jedini izbor.
Premda se nisu svi Južnjaci upustili u bitku isključivo zbog očuvanja ropstva, većina časnika i preko trećine Leejeve cjelokupne vojske bili su, obiteljskim vezama, usko povezani s ropstvom. Za Sjevernjake glavni razlog ulaska u rat bilo je očuvanje Unije, a ne ukidanje ropstva. Abraham Lincoln neprestano je naglašavao da je glavni cilj rata očuvanje Unije, ali kako je vrijeme prolazilo vidio je da je zapravo ropstvo ključan problem pa je i njegovo ukidanje postavio kao jedan od glavnih ciljeva sukoba. Njegov Proglas o emancipaciji naljutio je mirne Demokrate, ali i one u ratu premda je dodatno motivirao većinu Republikanaca. Uz upozorenje da će slobodni crnci "poplaviti" Sjever, Demokrati su pokušali preuzeti kontrolu nad Kongresom tijekom izbora 1862. godine, ali bez uspjeha. Protuargument Republikanaca da je ropstvo zapravo glavno uporište neprijatelja polako je dobivao potporu, a Demokrati su konačan poraz doživjeli 1863. godine tijekom izbora u državi Ohio kada su pokušali uskrsnuti anti-crnački sentiment.

### Ropstvo i proturopstvo
Od 1900. do 1955. godine, povjesničari su držali anti-robovlasničku agitaciju manje važnom od ustavnih, gospodarskih i kulturnih pitanja. Ponovno, od 1960-ih povjesničari ističu ropstvo i proturopstvo kao osnovni uzrok rata.
Za većinu južnjačkih vođa, očuvanje ropstva bio je politički imperativ. Neki Južnjaci slagali su se s Robertom E. Leejem koji je (poput Jeffersona) ustvrdio, "ropstvo kao institucija je moralno i političko zlo." Kao osnovu gospodarskih odnosa i izvorište južnjačkog bogatstva, bio je temeljni gospodarski interes Juga unutar Unije. Sjevernjaci su se opirali ropstvu na moralnoj te političkoj osnovi. Sjevernjački vođe poput Lincolna, Sewarda, Chasea te Greeleya, upozoravali su kako oligarhija južnjačkih plantažera, "Moć ropstva", dominira južnjačkom politikom, i korumpira te kontrolira nacionalnu politiku u cijelosti.
Kompromis iz 1850. uključivao je i nov, stroži zakon o bjeguncima robovima, koji su prezreli proturobovlasnički elementi Sjevera. On je omogućio saveznim agentima uhićenje te povrat odbjeglih robova iz ne-robovskih sjevernjačkih država.
Sjevernjaci, osobito koji su se informirali iz abolicionističkih novina poput "Osloboditelj" ili pak čitali popularne romane poput uspješnice Čiča Tomina koliba, imali su moralni prigovor ciljevima koje postavlja zakon o bjeguncima robovima.
Zakon o Kansas-Nebraski iz 1854. odbacio je kopromis iz 1820. koji je zabranio ropstvo na teritoriju sjeverno od Missourija, te utjecao na formiranje nove protu-robovlasničke Republikanske stranke.
Odluka Vrhovnoga Suca Dreda Scotta iz 1857. zaoštrila je kontroverze. Odluka suca Rogera Taneya govorila je kako robovi "nemaju niti jedno pravo koje bijelci moraju poštovati", te kako se robovi mogu odvoditi i u nerobovske države i teritorije. Lincoln je upozorio kako "još jedna odluka poput one Dred Scotta" može zaprijetiti prijenosom ropstva i na sjevernjačke države.
Postojala je očevidna veza među brojem plantaža u pojedinom području i podrški za otcjepljenje. Države daleko na jugu, imale su veliku koncentraciju plantaža i najprije su se otcjepile. Države bliže Sjeveru poput Virginije, Sjeverne Karoline, Arkansasa te Tennesseeja imale su razmjerno manje plantaža te su odbacivale mogućnost otcjepljenja sve dok ih kriza s Fort Sumtera nije natjerala na odabir strane. Neke od pograničnih država su imale znatno manje plantaže te su ostale u Uniji. Jedina je iznimka pogranična država Maryland koja bi se vjerojatno odcijepila da Savezna vlada nije uputila trupe, obustavila primjenu habeas corpus te dala uhititi sve pristaše Konfederacije. Vrhovni Sud, na čijem je čelu još uvijek bio Roger Taney, bio je na stanovištu kako je Ustav ovim prekršen.
Sve u svemu, iako je ropstvo bilo jedna od ključnih razlika, nikako se ne može okarakterizirati kao glavni uzrok rata. Razlike između Sjevera i Juga bile su prevelike i u kulturnom smislu, te su Sjever i Jug stvarno predstavljali dvije različite nacije unutar jedne države, a jedna od njih, ona južnjačka se odlučila na odcjepljenje u trenutku kad je smatrala da su njezina prava na zasebnost ugrožena potezima republikanaca sa Sjevera. U zadiranje oko pitanja ropstva većina južnjaka je gledala kao na uplitanje u vlastito državno uređenje o kojem bi trebala odlučivati svaka savezna država zasebno a ne snažna centrala vlada. Na kraju je pokušaj Juga na vlastito samoopredjeljenje postao uzrok rata jer Lincoln nije namjeravao dopustiti odvajanje jednog dijela države.

### Regionalni interesi
Pojam regionalni interesi odnosi se na različita gospodarstva, društvene strukture, običaje i političke vrijednosti Sjevera i Juga. Različiti regionalni interesi postepeno su se povećavali u razdoblju od 1800. do 1860. godine dok se Sjever (koji je postepeno iskorijenio ropstvo) u isti mah industrijalizirao i urbanizirao te izgrađivao napredne farme, a Jug se koncentrirao na poljoprivredne plantaže zahvaljujući ropskom radu skupa s naturalnom poljoprivredom o kojoj su se brinuli siromašni bijelci. Jug se proširio na bogata nova zemljišta na jugozapadu (od Alabame do Teksasa).
Međutim, u pograničnim državama ropstvo je polako nestajalo i jedva je moglo opstati u gradovima i industrijskim područjima (nestajalo je u gradovima kao što su Baltimore, Louisville i St. Louis) pa je Jug koji se temeljio na ropskom radu uglavnom sačinjavalo ruralno i ne-industrijsko područje. S druge strane, kako se potreba za pamukom povećavala, povećala se i cijena robova. Povjesničari su vodili temeljite debate o tome jesu li gospodarske različitosti između industrijskog Sjevera i poljoprivrednog Juga bile dijelom uzroka građanskog rata. Većina povjesničara danas se ne slaže s ekonomskim determinizmom povjesničara Charlesa Bearda iz 20-ih godina prošlog stoljeća i naglašavaju da su gospodarstva Sjevera i Juga uvelike bila komplementarna.
Strah od pobune robova i abolicionistička propaganda natjerale su Jug da se neprijateljski odnosi prema abolicionizmu općenito. Južnjaci su se žalili da je Sjever taj koji se mijenja dok je Jug ostao vjeran povijesnim republikanskim vrijednostima Očeva Osnivača (Founding Fathers) od kojih su mnogi posjedovali robove, uključujući predsjednike Washingtona, Jeffersona i Madisona. Lincoln je govorio da su Republikanci slijedili tradicije autora Ustava (uključujući Sjeverozapadni Pravilnik i Kompromis u Missouriju) sprečavajući širenje ropstva.
Problem prihvaćanja ropstva (u liku odbijanja robovlasništva biskupa i misionara) podijelio je najveće vjerske zajednice (Metodističke, Baptističke i Prezbiterijanske crkve) na odvojene Sjeverne i Južne zajednice. Industrijalizacija je značila da će se sedam od ukupno osam europskih imigranata naseliti na Sjeveru. Pokret u kojem je dvostruko više bijelaca napuštalo Jug i odlazilo na Sjever pridonijelo je južnjačkom obrambeno-agresivnom političkom ponašanju.

#### Prava država
Svi su bili složni u mišljenju da države imaju stanovita prava; međutim da li su se prava jedne države mogla primijenjivati u drugoj državi bio je predmet mnogih rasprava. Mišljenje Južnjaka bilo je da građani svake države svoje vlasništvo mogu prenijeti na teritorij bilo koje druge države u SAD-u te da im to vlasništvo ne može biti oduzeto; to se posebno odnosilo na prijenos vlastitih robova gdje bi oni ostali ono što i jesu u svojoj originalnoj državi: robovi. Sjevernjaci su odbijali priznati to "pravo" zbog toga što ono direktno krši pravo slobodne države o ukidanju ropstva unutar svojih granica. Potonjem su se posebno protivili Republikanci koji su se žestoko borili protiv širenja ropstva. Odluka Vrhovnog suca Dreda Scotta iz 1857. godine poduprla je Južnjake u ovoj debati i dodatno razljutila Sjevernjake.
Osim toga, Jug se zalagao i za to da svaka država ima pravo na odcjepljenje odnosno napuštanje Unije u bilo koje vrijeme te da Ustav predstavlja "dogovor" ili ugovor/sporazum između država. Sjevernjaci (uključujući i tadašnjeg predsjednika Buchanana) odbili su takve ideje ističući volju Osnivača koji su željeli stvoriti "vječnu uniju". Povjesničar James McPherson o pravima država napisao je: "Iako jedna ili više ovakvih interpretacija ostaje popularna među sinovima konfederalnih veterana i ostalim južnjačkim grupama današnjice, tek nekolicina profesionalnih povjesničara ih sada podupire. Od svih ovih interpretacija, argument o pravima država je vjerojatno najslabiji. Ne uspijeva postaviti pitanje: zbog čega uopće postoje prava država? Prava država ili suverenitet uvijek je bio sredstvo, a ne cilj; instrument kojim bi se postigao određeni cilj, a ne princip sam po sebi."

#### Sistem zaštite carine
Povijesno gledano, južnjačke robovlasničke države zbog svojih niskih cijena fizičkog rada, mehanizaciju nisu smatrale potrebnom te su podupirale pravo na prodaju pamuka i kupnju gotovih industrijskih proizvoda od bilo koje nacije. Države na Sjeveru koje su uložile znatna sredstva u svoju još uvijek neistraženu proizvodnju nisu se mogle natjecati s punopravnom industrijom Europe te su nudile visoke cijene za uvoz pamuka s juga u zamjenu za niske cijene industrijskog izvoza. Iz ovog razloga, Sjever je zbog vlastitih industrijskih interesa podupirao tarife i sistem zaštite carine dok su vlasnici plantaža s Juga zagovarali slobodnu trgovinu.
Demokrati u Kongresu (uglavnom Južnjaci) donosili su Zakone o tarifama 30-ih, 40-ih i 50-ih godina 19. stoljeća konstantno smanjujući stope koje su 1857. dosegnule najnižu razinu još od 1816. godine. I dok Jug nije imao nikakvih prigovora na navedeno, Sjeverni industrijalci i tvornički radnici (pogotovo u državi Pennsylvania) razljutili su se zbog navedenog te su tražili zaštitu za svoju željeznu industriju koja je sve više bila u rastu. Stranka Whig i Republikanci također su se žalili; oni su, naime, podupirali visoke stope tarifa kako bi potaknuli industrijski razvoj, a Republikanci su se tijekom izbora 1860. godine zagovarali za njihovo dizanje. Povećane tarife napokon su donesene 1861. godine nakon što su Južnjaci dali ostavke na svoja mjesta u Kongresu.
Povjesničari iz 20-ih godina 20. stoljeća naglašavali su navedene probleme kao jedan od glavnih uzroka građanskog rata, ali od 50-ih godina naovamo su ih ipak postupno smanjivali ističući da je tek nekolicina Južnjaka 1860. – 61. godine izjavila da su im tarife od najveće važnosti. Neki secesijski dokumenti zbilja spominju probleme s tarifama, ali niti izbliza toliko često kao što je naglašeno očuvanje ropstva.

#### Moć vlasnika robova i slobodni teritoriji
Snage koje su se protivile ropstvu na sjeveru identificirale su "moć vlasnika robova" kao direktnu prijetnju republikanskim vrijednostima. Isticali su da bogati vlasnici robova koriste svoju političku moć kako bi preuzeli predsjedništvo, Kongres i Vrhovni sud te tako prijete pravima građana na Sjeveru.
Što se "slobodnih teritorija" na zapadu tiče, Sjever je zahtijevao da budu na raspolaganju prvenstveno nezavisnim poljoprivrednicima-maloposjednicima, a ne bogatim vlasnicima robova koji će kupiti najbolja zemljišta (koja će kasnije obrađivati njihovi robovi), a bijele farmere poslati na pogranična područja. Jedna od najvećih podupiratelja navedenog bila je Stranka slobodnih teritorija (1848. – 1954.), a slijedili su je i Republikanci. Obje stranke zahtijevale su donošenje Zakona o farmama koji će državno zemljište dati doseljenicima; ipak Zakon nije prošao zbog toga što su se Južnjaci pobojali da će isti dovesti zapadne europske imigrante i siromašne Južnjake (bijelce).

### Predsjednički izbori

#### Nacionalizam i čast
Nacionalizam je bio izrazito jak početkom 19. stoljeća, a među onima koji su ga snažno podupirali su bili Andrew Jackson i Daniel Webster. I dok su praktički svi Sjevernjaci podupirali Uniju, Južnjaci su bili podijeljeni na one koji su ostali vjerni SAD-u (nazivani su "unionistima") i one koji su primarno bili odani južnjačkoj regiji te nakon toga samoj Konfederaciji. Za potonju skupinu C. Vann Woodward je izjavio: "Veliko robovsko društvo... odraslo je i čudesno procvjetalo u srcu građanštine i djelomično puritanske republike. Odreklo se svog građanskog podrijetla i bolno racionaliziralo svoja institucionalna, pravna, metafizička i vjerska uvjerenja... Kad je zavladala kriza, odlučilo se boriti. I dokazalo da je smrt borba društva koje je završilo u ruševinama." Južnjaci su također bili suglasni u tome da im je povrijeđena njihova čast, a to je prvenstveno uključivalo objavljivanje knjige Čiča Tomina koliba (1852. godine) te akcije abolicionista Johna Browna koji je pokušao pokrenuti pobunu robova 1859. godine.
I dok se Jug polako, ali sigurno usmjeravao prema južnjačkom nacionalizmu, lideri na Sjeveru su također sve više postajali nacionalistički nastrojeni te su odbijali svaku pomisao na podjelu Unije. Republikanska nacionalna izborna platforma 1860. godine upozorila je da će se svaki pokušaj izlaska iz Unije smatrati izdajom i neće biti toleriran: "Strogo osuđujemo prijetnje za odcjepljenjem..." Jug je ignorirao ova upozorenja ne shvaćajući koliko se strastveno Sjever spreman boriti da očuva Uniju.

#### Lincoln postaje Predsjednik
Izbor Abrahama Lincolna za Predsjednika u studenom 1860. godine bio je posljednji okidač koji je pokrenuo secesiju. Pokušaji dogovora poput "Corwinovog amandmana" ili "Crittendenovog kompromisa" propali su. Vodstvo Juga bojalo se da će Lincoln uspjeti spriječiti širenje ropstva i usmjeriti ga na put izumiranja. Robovlasničke države, koje su već bile u velikoj manjini u Predstavničkom domu SAD-a, sada su bile suočene i s mogućnošću da budu u manjinama i u Senatu i u Elektorskom kolegiju za razliku od moćnih Sjevernjaka. Prije nego što je Lincolnova administracija preuzela vlast u ožujku 1861. godine, sedam robovlaničkih država proglasilo je svoje odcjepljenje, udružilo se i formiralo Konfederaciju.

## Odcjepljenje i početak rata

### Odcjepljenje Južne Karoline
Južna Karolina učinila je puno više od samog ukidanja i secesije od bilo koje druge južnjačke države. Dana 24. prosinca 1860. godine prihvatila je "Deklaraciju o uzrocima koji potiču i opravdavaju secesiju Južne Karoline od savezne Unije". Glavni argumenti su joj bili prava država u robovlasničkom pitanju na Jugu, ali je također istaknula i problem s pravom država na Sjeveru koje se protive Zakonu o bijegu robova tvrdeći da sjevernjačke države ne ispunjavaju svoje savezne obaveze koje su propisane Ustavom. Sve navodne povrede prava južnjačkih država bile su povezane s ropstvom.

### Zima 1860./1861.
Prije nego što je Lincolnova administracija preuzela ured, sedam država proglasilo je svoje odcjepljenje od Unije. Uspostavili su svoju republiku, Konfederaciju Američkih Država dana 4. veljače 1861. godine. Preuzele su kontrolu nad saveznim utvrdama i ostalim vlasništvom unutar svojih granica uz mali otpor Predsjednika Jamesa Buchanana koji je tada već bio na odlasku, a čiji je mandat završio 4. ožujka 1861. godine. Buchanan je tvrdio da je odluka suca Dreda Scotta bila dokaz da Jug nema razloga za odcjepljenje te da je Unija "stvorena s namjerom da bude trajna", ali da "snaga oružja koje će prisiliti državu da ostane u Uniji" nije bila među "nabrojanim ovlastima koje odobrava Kongres." Jedna četvrtina američke vojske - kompletni garnizon u Teksasu - predana je u veljači 1861. godine državnim snagama od strane generala Davida E. Twiggsa koji se pridružio Konfederaciji.
Južnjaci su postupno davali ostavke iz Senata i Predstavničkog doma što je Republikancima omogućilo da lakše provode zakone za projekte koje su južnjački senatori blokirali prije rata, uključujući i Morrillovu tarifu, Morrillov zakon, Zakon o farmama, Zakon o transkontinentalnoj željeznici i nacionalni Zakon o bankama. Zakon o prihodima iz 1861. godine uključivao je i porez na dohodak koji je pomogao u financiranju rata.

### Udruživanje država

#### Konfederacija
Sedam južnjačkih država proglašava odcjepljenje u veljači 1861. godine: Južna Karolina, Mississippi, Florida, Alabama, Georgia, Louisiana i Teksas. Ovih sedam država oformile su Konfederaciju Američkih Država (4. veljače 1861. godine) s Jeffersonom Davisom kao Predsjednikom, te saveznom strukturom koja je bila slična onoj propisanoj Ustavom SAD-a.
Nakon napada na utvrdu Fort Sumter, Predsjednik Lincoln je pozvao sve građane/dobrovoljce da se pridruže vojsci Unije i to iz svake države. U roku od dva mjeseca dodatne četiri južnjačke robovlasničke države proglasile su odcjepljenje i pridružile se Konfederaciji: Virginia, Arkansas, Sjeverna Karolina i Tennessee. Sjeverozapadni dio države Virginia naknadno se odcijepio od Virginije te se pridružio Uniji kao nova država imena Zapadna Virginia, 20. lipnja 1863. godine. Do kraja 1861. godine, države Missouri i Kentucky nalazile su se pod kontrolom Unije, a njihove pro-konfederalne državne vlade bile su u progonstvu.
U pravilnicima o odcjepljenju koje su donosile svaka država zasebno, njih tri - Teksas, Alabama i Virginia - posebno su isticale neprijateljstvo prema robovlasničkim državama od strane sjevernjačkih abolicionista. Ostale države nisu spominjale probleme robovlasništva već samo kratke objave poništenja veza s Parlamentom; međutim, najmanje četiri države - Južna Karolina, Mississippi, Georgia i Teksas - također su donijele dugačka i detaljnja objašnjenja svojih razloga za docjepljenje od kojih su sve isticale sjevernjački pokret ukidanja ropstva kao najveći problem (robovlasništvo je prema njihovom mišljenju bilo njihovo pravo koje im je zajamčeno Ustavom SAD-a).

#### Države Unije
Dvadeset i tri države ostale su odane Uniji: Kalifornija, Connecticut, Delaware, Illinois, Indiana, Iowa, Kansas, Kentucky, Maine, Maryland, Massachusetts, Michigan, Minnesota, Missouri, New Hampshire, New Jersey, New York, Ohio, Oregon, Pennsylvania, Rhode Island, Vermont i Wisconsin. Tijekom rata Nevada i Zapadna Virginia pridružile su se Uniji kao nove države. Tennessee i Louisiana vraćene su pod vojnu ovlast Unije još u ranoj fazi rata.
Teritoriji država Colorado, Dakota, Nebraska, Nevada, Novi Meksiko, Utah i Washington također su se borili na strani Unije. Nekoliko Indijanskih plemena koji su držali robove podupiralo je Konfederaciju uzrokujući mali, krvavi građanski rat na indijanskom teritoriju (danas država Oklahoma).

#### Pogranične države
Pogranične države u Uniji su bile Zapadna Virginia (koja se odvojila od Virginije i postala nova, samostalna država) te četiri od pet uglavnom sjevernjačkih robovlasničkih država (Maryland, Delaware, Missouri i Kentucky).
Država Maryland imala je mnoštvo pro-konfederalnih službenika koji su tolerirali anti-unionističke pobune u Baltimoreu i spaljivanje mostova. Lincoln je na to odgovorio proglašavanjem izvanrednog stanja i slanjem vojnih jedinica sa Sjevera. Prije nego što je vlada Konfederacije shvatila što se događa, Lincoln je stekao čvrstu kontrolu u Marylandu i okrugu Columbia, uhitivši prominentne separatiste te ih zadržavši bez suđenja (kasnije su pušteni).
Država Missouri odlučno je glasala da želi ostati u Uniji. Kada je pro-konfederativni guverner Claiborne F. Jackson pozvao državnu vojsku, napadnut je od strane saveznih snaga pod vodstvom generala Nathaniela Lyona koji je potjerao guvernera i ostatak državnih službenika sve do jugozapadnog dijela države. U konačnici je vlast u Missouriju preuzela privremena unionistička vlada.
Država Kentucky se nije odcijepila; u početku se proglasila neutralnom. Kada su konfederalne snage ušle u državu u rujnu 1861. godine, neutralnost je završila te je država potvrdila svoj status Unije u isto vrijeme pokušavši zadržati ropstvo. Tijekom kratkotrajne invazije konfederalnih snaga, simpatizeri Konfederacije organizirali su konvenciju o odcjepljenju (koju je pokrenuo guverner) te su dobili odobrenje same Konfederacije. Pobunjenička vlada uskoro je otišla u egzil i nikad nije preuzela kontrolu nad državom Kentucky.
Nakon odcjepljenja Virginije, unionistička vlada u Wheelingu 24. listopada 1861. godine upitala je 48 okruga da glasaju o propisu kojim bi se kreirala nova država. Odaziv birača iznosio je 34% (od kojih je 96% glasalo "za"). Uključenje 24 secesionistička okruga u državu te posljedični gerilski rat angažirao je oko 40 tisuća vojnika saveznih trupa veći dio rata. Kongres je priznao Zapadnu Virginiju u Uniju 20. lipnja 1863. godine. Zapadna Virginia je dala između 20 i 22 tisuće vojnike snagama Konfederacije i Unije tijekom rata.
Pokušaj unionističkog odcjepljenja dogodio se u Istočnom Tennesseeju, ali je bio ugušen od strane Konfederacije koja je uhitila preko tri tisuće ljudi za koje se sumnjalo da su odani Uniji. Svi oni su bili zadržani bez suđenja.

### Početak rata
Pobjeda Abrahama Lincolna na predsjedničkim izborima 1860. godine nagnala je Južnu Karolinu da proglasi odcjepljenje iz Unije u prosincu nakon čega je uslijedilo formiranje Konfederacije Američkih Država u veljači. Istog mjeseca propao je pokušaj mirovne konferencije u Washingtonu na koju je Lincoln stigao potajno i tri se dana skrivao u hotelu u kojem se konferencija održala. Međutim, iako su pregovori bili neuspješni, osam ostalih država odbile su molbe za ulazak u Konfederaciju na prvoj separatističkoj konvenciji u Virginiji održanoj 4. travnja 1861. godine.

#### Lincolnova politika
Već od mjeseca prosinca secesionisti su s ili bez državnih snaga počeli zauzimati savezne sudove, ministarstvo financija i poštu. Južnjački guverneri naredili su mobilizaciju, zauzeli većinu saveznih utvrda unutar svojih granica, a također su zauzeli i oružarnice američke vojske u kojima se nalazilo topništvo za pješadiju. Guverneri velikih država Massachusetts, New York i Pennsylvania koje su bile snažno uporište Republikanaca potajno su počeli kupovati oružje i samostalno uvježbavati vojsku. Predsjednik Buchanan protestirao je protiv zauzimanja državnog vlasništva, ali je vojno odgovorio samo kada je pokušao ponovno opskrbiti brod Star of the West koji se zaputio prema Fort Sumteru. Pokušaj je propao, jer su na brod zapucale snage iz Južne Karoline pa je bio prisiljen vratiti se prije dolaska u utvrdu.
Dana 4. ožujka 1861. godine Abraham Lincoln prisegnuo je za Predsjednika SAD-a. U svom prvom obraćanju istaknuo je da Ustav predstavlja savršenu uniju, da je to ugovor vezivanja i svako odcjepljenje prozvao "pravno poništenim". Nije imao namjeru napasti južnjačke države niti je želio ukinuti ropstvo tamo gdje je ono već postojalo, ali se zalagao za to da će upotrijebiti silu kako bi očuvao državno vlasništvo. Vlada neće pokušati vratiti svoje poštanske urede, a u slučaju otpora dostava pošte završit će kod državnih granica. Tamo gdje se ne može zadovoljiti provedba državnih zakona mirnim putem reagirat će šerifi i suci. Niti jednom riječju nisu spomenuti gubitci zlata iz državnih trezora u državama Louisiana, Georgia i Sjeverna Karolina. U svom prvom obraćanju Lincoln je također istaknuo da će američka politika biti samo prikupljanje uvoznih carina iz svojih luka te da ne postoji niti jedna ozbiljnija stvar koja može opravdati revoluciju u politici u sljedeće četiri kratke godine. Svoj govor završio je molbom za obnovom veza unije.
Jug je uskoro poslao delegate u Washington koji su ponudili opciju da plaćaju državna vlasništva koja su zauzeli te uđu u mirovne pregovore s ostatkom SAD-a. Lincoln je odbio bilo kakve pregovore s agentima Konfederacije zbog toga što nije priznavao Konfederaciju kao legitimnu vlast te je istaknuo da bi potpisivanje primirja s njima zapravo značilo priznanje njihovog suvereniteta. Državni tajnik William Seward, koji je u to vrijeme sam sebe smatrao pravim guvernerom ili "premijerom" iza lika neiskusnog Lincolna, ušao je u neodobrene i indirektne pregovore koji su propali. Predsjednik Lincoln bio je odlučan u tome da zadrži sve utvrde koje su ostale pod kontrolom Unije, a koje su se nalazile u konfederalnim državama: Fort Monroe u Virginiji, Fort Pickens, Fort Jefferson i Fort Taylor u Floridi te u gradu u kojem se donijela prva odluka o secesiji - Charlestonu, Južna Karolina (Fort Sumter).

#### Bitka za Fort Sumter
Utvrda Sumter (Fort Sumter) nalazila se točno u središtu luke u Charlestonu (Južna Karolina). Pripadnici vojske Unije povukli su se u utvrdu kako bi izbjegli incidente na ulicama grada s lokalnom nacionalnom gardom. Za razliku od predsjednika Buchanana koji je dozvolio zapovjednicima da prepuste vlast nad utvrdom kako bi izbjegao krvoproliće, Lincoln je od bojnika Andersona zatražio da zadrži utvrdu sve dok se na nju ne zapuca. Jefferson Davis naredio je zapovjedniku predavanje utvrde. Anderson mu je dao uvjetni odgovor kojeg je vlada Konfederacije odbila pa je Davis naredio Beauregardu da napadne utvrdu prije nego što su mogla stići pojačanja. Trupe pod zapovjedništvom P.G.T. Beauregarda bombardirale su Fort Sumter 12. i 13. travnja te prisilile vojsku na kapitulaciju. Dana 15. travnja Licolnov ministar rata pozvao je 75 tisuća dobrovoljaca u vojsku Unije kako bi vratili vlast nad utvrdom i zadržali ostala državna vlasništva.
Sjevernjaci su ubrzo skupili vojsku nakon Lincolnovog poziva te poslali vojnike koji su trebali zauzeti utvrde i sačuvati Uniju. Budući da je pobuna u tim trenucima još uvijek imala mali obujam, Lincoln je pozvao 75 tisuća dobrovoljaca na rok od 90 dana. Nekoliko sjevernjačkih guvernera počelo je razmještati svoje vojnike već sljedećeg dana, a separatisti su tjedan dana poslije zauzeli oružarnicu u Libertyju (država Missouri). Dva tjedna kasnije, 3. svibnja 1861. godine Lincoln je pozvao dodatnih 42 034 dobrovoljaca na rok od tri godine.
Četiri države središnjeg i sjevernog Juga u početku su odbijale pozive Konfederacije, ali su sada bile suočene s mogućnošću slanja svojih vojnih trupa protiv vlastitih susjeda što su sve četiri odlučno odbile (Virginia, Tennessee, Arkansas i Sjeverna Karolina) pa su proglasile odcjepljenje i u konačnici se pridružile Konfederaciji. U znak nagrade državi Virginia, Konfederacija je svojim glavnim gradom proglasila Richmond, Virginia|Richmond.

## Rat
Građanski rat obilježile su krvave i učestale bitke. Tijekom četiri godine ratovanja zbilo se 237 oružanih sukoba te puno više manjih akcija i okršaja. Na ljestvici svjetske vojne povijesti, obje sukobljene strane karakterizirali su gorki intenzitet i mnoštvo žrtava. "Američki građanski rat smatra se jednim od najkrvavijih ratova uopće". Bez ikakvih želja za zauzimanjem novih prostora, jedina meta svake strane bio je neprijateljski vojnik.

### Mobilizacija
Prve godine ratovanja obje strane imale su puno više dobrovoljaca nego što su ih mogli opremiti i istrenirati. Nakon što je početni entuzijazam nestao, oslanjanje na kohorte mladića koji su se svake godine željeli pridružiti vojsci jednostavno nije bio dovoljan. Obje strane počele su mobilizirati na temelju zakona, ali samo kao sredstvo kojim bi ohrabrili ili prisilili na dobrovoljno javljanje; relativno je malo bilo onih koji su silom unovačeni. Konfederacija je donijela Zakon o novačenju u travnju 1862. godine za mladiće između 18 i 35 godina starosti; Zakon se nije odnosio na nadglednike robova, vladine djelatnike i svećenike. Američki Kongres donio je isti Zakon u srpnju, odobrivši vojno novačenje unutar države, samo u slučaju kada država nije imala dovoljno dobrovoljaca. Veliki broj europskih imigranata pridružio se vojsci Unije, uključujući 177 tisuća vojnika rođenih u Njemačkoj te 144 tisuće vojnika rođenih u Irskoj.
| Vojnici Unije ukopani uz zapadnu obalu rijeke Rappahannock prije druge bitke kod Fredericksburga (država Virginia). |  | Vojnici Unije ukopani uz zapadnu obalu rijeke Rappahannock prije druge bitke kod Fredericksburga (država Virginia). |
| Vojnici Unije ukopani uz zapadnu obalu rijeke Rappahannock prije druge bitke kod Fredericksburga (država Virginia). |  | Vojni gubitci Konfederacije nisu se lako nadomještali.                                                              |

Kada je Proglas o emancipaciji stupio na snagu u siječnju 1863. godine, države Unije su energično regrutirale bivše robove kako bi ispunile svoje vlastite kvote. Državne i lokalne zajednice nudile su sve veće i veće novčane bonuse za dobrovoljce bijelce. Kongres je učvrsnuo zakon 1863. godine. Muškarci koji su unovačeni mogli su pronaći vlastitu zamjenu ili (sve do sredine 1864. godine) ponuditi novac. Svi oni udružili su svoj novac kako bi pokrili troškove novačenja. Obitelji su koristile zamjenske provizije kako bi odabrale koji će muškarac ići u vojsku, a koji će ostati kod kuće. Bilo je puno izbjegavanja i otpora u novačenju, pogotovo u katoličkim područjima. U srpnju 1863. godine u New Yorku održala se velika pobuna protiv novačenja; predvodili su je irski imigranti koji nisu bili svjesni da su dobivanjem statusa građana postali podložni novačenju. Od sveukupno 168 649 muškaraca unovačenih u vojsku Unije, njih 117 986 su bili zamjene, a tek 50 663 su bili osobno regrutirani.
Zakoni o novačenju i na Sjeveru i na Jugu bili su izrazito nepopularni. Procijenjeno je da je otprilike 120 tisuća muškaraca izbjegavalo regrutiranje na Sjeveru (mnogi su pobjegli u Kanadu), a dodatnih 280 tisuća dezertirali su tijekom rata skupa s najmanje 100 tisuća Južnjaka (otprilike 10% ukupnog broja vojnika). Međutim, dezerterstvo je bila vrlo česta pojava tijekom 19. stoljeća; u vrijeme mira 15% vojnika iz vojske dezertiralo je svake godine. Na Jugu, mnogi muškarci su samo privremeno dezertirali kako bi posvetili vrijeme svojim obiteljima nakon čega bi se vratili u svoje vojne redove. Na Sjeveru su se vojnici znali prijaviti u odred koji je lovio dezertere, a za koji su se dobivali financijski bonusi. Međutim, oni su također dezertirali samo kako bi se kasnije ponovno prijavili u drugu postaju pod drugim imenom te dobili još jedan dodatni bonus; njih 141 je bilo uhvaćeno i pogubljeno.
Do 1865. godine vojnici Unije i Konfederacije postali su "najveća i najefikasnija vojska na svijetu". Tadašnji europski analitičari smatrali su vojsku SAD-a potpuno neprofesionalnom i punom amatera, ali prema procjeni moderne vojne povijesti smatra se da je njihova vojska već u to vrijeme bila puno bolja od one francuske, pruske i ruske te da bi ih bez problema porazile u bilo kakvom sukobu.

### Rat na vodi
Mala mornarica Unije iz 1861. godine znatno se povećala do 1865. godine i to na 6000 časnika te 45 tisuća mornara skupa sa 671 plovilom ukupne tonaže 510,396. Njezine misije uključivale su blokadu konfederalnih luka, preuzimanje kontrole nad rijekama, obranu od konfederalnih napada na otvorenom moru te spremnost za mogući rat protiv britanske ratne mornarice. U međuvremenu se glavni rat na rijekama vodio na zapadu gdje su velike rijeke omogućavale prilaz središtu Konfederacije u slučaju da američka mornarica može na njima preuzeti kontrolu. Na istoku je mornarica opskrbljivala vojne snage te povremeno granatirala konfederalne objekte.

#### Unionistička blokada
Rane 1861. godine general Winfield Scott razvio je svoj poznati "plan Anakonda" s kojim je namjeravao pobijediti u ratu uz što manje krvoprolića. Scott je smatrao da će blokadom glavnih luka Konfederacije znatno oslabiti njezino gospodarstvo. Lincoln je prihvatio dijelove plana, ali se nije složio sa Scottovim upozorenjem o dobrovoljcima u vojsci koji će se u njoj nalaziti tek 90 dana. Međutim, javno mnijenje zahtijevalo je trenutačni napad vojske kako bi se zauzeo Richmond.
U travnju 1861. godine Lincoln je proglasio unionističku blokadu svih južnjačkih luka; komercijalni brodovi nisu mogli dobiti osiguranje, a završio je i redoviti lučni promet. Jug je učinio veliku pogrešku kada je proglasio embargo na izvoz pamuka 1861. godine prije nego što je blokada stupila na snagu; kada su shvatili svoju pogrešku već je bilo prekasno. Zlatno razdoblje pamuka bilo je mrtvo budući je Jug mogao izvoziti manje od 10% svojih proizvoda. Blokada je zatvorila deset konfederalnih luka koje su bile povezane željeznicom, a iz kojih se izvozio gotovo sav pamuk (pogotovo one u New Orleansu, Mobileu i Charlestonu). Do lipnja 1861. godine ratni brodovi bili su usidreni u svim glavnim južnjačkim lukama, a godinu dana nakon toga 300 brodova bilo je u službi.

#### Bitke na rijekama
Strategija Unije iz 1862. godine uključivala je simultane prodore na četiri fronta. McClellan je vodio glavni prodor kroz Virginiju, prema Richmondu. Snage iz Ohija trebale su prodrijeti kroz Kentucky te doći u Tennessee; trupe iz države Missouri došle bi s juga, s rijeke Mississippi, a napad na zapadnoj bojišnici započeo bi iz Kansasa.
General Ulysses Grant koristio je riječni transport i topovnjače Andrewa Footea sa zapadne flotile kako bi prijetio konfederalnom "Gibraltaru na zapadu" u Columbusu, država Kentucky. Iako su mu u početku pružali otpor, Grant je uspio odsjeći Columbus. Zbog nedostatka vlastitih topovnjača, trupe Konfederacije bile su prisiljene povući se pa je Unija preuzela kontrolu nad zapadnim Kentuckyjem u ožujku 1862. godine.
Uz ratne brodove koji su s rijeke Mississippi odlazili na ocean, mornarica Unije koristila je rebra brodova i naoružane topovnjače u brodogradilištima u Cairu (država Illinois), a u St. Louisu su gradili nove brodove ili modificirali parobrode za akciju. Mornarica je preuzela kontrolu nad rijekama Red u Tennesseeju, Cumberland u Mississippiju te nekim rijekama u državi Ohio nakon pobjeda u Fort Henryju i Fort Donelsonu, a također je opskrbljivala i Grantove snage koje su prodirale u Tennessee. U Shilohu (Pittsburg Landing) u državi Tennessee u travnju 1862. godine, trupe Konfederacije iznenada su napale i potukle snage Unije te ih potjerale preko rijeke, dok je padala noć. Preko noći, mornarica Unije je dobila pojačanja pa je Grant uzvratio napadom. Upravo tada odvila se odlučujuća bitka i pobjeda za Uniju - ujedno i prva bitka s velikim brojem žrtava koje će postajati sve učestalije i učestalije.
Memphis je pao pod kontrolu Unije i uskoro postao ključna baza za daljnje prodore prema jugu duž rijeke Mississippi. U travnju 1862. godine mornarica Unije pod vodstvom Farraguta porazila je Konfederaciju južno od New Orleansa. Konfederacija je napustila grad što je Uniji omogućilo "usidrenje" na dubokom Jugu. Mornarica je potpomagala Grantu u njegovu dugačkom i kompleksnom ratovanju koje je kulminiralo predajom Vicksburga u srpnju 1863. godine. Ubrzo potom Unija je imala potpunu kontrolu nad državom Mississippi.

### Istočna bojišnica
Zbog snažnog otpora nekoliko Konfederativnih trupa u Manassasu (Virginia) tijekom srpnja 1861. godine pod vodstvom generala Josepha E. Johnstona i P.G.T. Beauregarda, trupe Unije pod vodstvom generala-bojnika Irvina McDowella doživjele su poraz u Prvoj bitci kod Bull Runa i bile prisiljene povući se u Washington. Upravo je u ovoj bitci general konfederalnih snaga Thomas Jackson dobio nadimak "Stonewall" (u slobodnom prijevodu "kameni zid") zbog toga što se kao zid odupirao napadima Unije.
| Bitka kod Antietama, najkrvavija bitka građanskog rata u jednom danu. |  | Bitka kod Antietama, najkrvavija bitka građanskog rata u jednom danu. |
| Bitka kod Antietama, najkrvavija bitka građanskog rata u jednom danu. |  | Bitka kod Hampton Roadsa                                              |

Uznemiren neočekivanim gubitcima i pokušavši spriječiti da se još više robovlasničkih država odvoji od Unije, Kongres SAD-a je 25. srpnja iste godine donio Rezoluciju Crittenden-Johnson u kojoj je istaknuto da se rat prvenstveno vodi kako bi se očuvala Unija, a ne kako bi se ukinulo ropstvo.
General-bojnik George B. McClellan 26. srpnja preuzeo je zapovjedništvo nad vojskom Unije i rat je ozbiljno započeo 1862. godine. Pod pritiskom predsjednika Lincolna da što prije započne s ofenzivom, McClellan je napao Virginiju u proljeće 1862. godine i to njezin poluotok smješten između rijeka York i James, jugoistočno od Richmonda. Premda je McClellanova vojska tijekom ofenzive poluotoka stigla do samog ulaza u Richmond, Johnston je spriječio njegov napredak u Bitci kod sedam borova nakon čega su general Robert E. Lee i njegovi pomoćnici James Longstreet i Stonewall Jackson porazili McClellana u bitkama koje su trajale sedam dana te ga prisilili na povlačenje. Sukobi u sjevernoj Virginiji, koji su uključivali Drugu bitku od Bull Runa, završili su još jednom pobjedom Juga. McClellan nije želio prihvatiti naredbe glavnog zapovjednika Hallecka da pošalje pojačanja vojsci Unije Johna Popea u Virginiji što je omogućilo lakšu pobjedu Leeja koji je imao dvostruko manje vojnika na svojoj strani.
Ohrabrena Drugom bitkom kod Bull Runa, Konfederacija je započela prvu invaziju na Sjever. General Lee je 5. rujna poveo 45 tisuća pripadnika Vojske Sjeverne Virginije preko rijeke Potomac u državu Maryland. Lincoln je zauzvrat spojio Popeove trupe s McClellanovim. McClellan i Lee vodili su Bitku kod Antietama u blizini Sharpsburga (Maryland), 17. rujna 1862. Do tada je to bila najkrvavija bitka u trajanju od jednog dana u povijesti američkog ratovanja. Leejeva vojska se povukla i uspjela se vratiti u Virginiju prije nego što ju je McClellan mogao uništiti. Bitka kod Antietama smatra se pobjedom Unije iz dva razloga: uspjela je spriječiti Leejevu invaziju na Sjever te je pružila Lincolnu priliku da najavi svoj Proglas o emancipaciji.
Nakon što oprezni McClellan nije uspio svladati Leeja, zamijenio ga je general-bojnik Ambrose Burnside. Međutim i on je također uskoro poražen u Bitci kod Fredericksburga koja se odvila 13. prosinca 1862. godine i u kojoj je poginulo ili bilo ranjeno preko 12 tisuća vojnika Unije. Poslije bitke Burnsidea je zamijenio general-bojnik Joseph Hooker.
Hooker također nije mogao pobijediti Leejevu vojsku; premda je imao dvostruko više vojnika na svojoj strani, doslovno je ponižen u Bitci kod Chancellorsvillea u svibnju 1863. godine. Tijekom te bitke general Stonewall Jackson ranjen je od strane jednog od svojih ljudi te je kasnije umro zbog komplikacija dobivenih ranjavanjem. Generala Hookera zamijenio je general-bojnik George Meade tijekom Leejeve druge invazije na Sjever, u lipnju iste godine. Meade je pobijedio Leeja u Bitci kod Gettysburga (1. do 3. srpnja 1863.). Ovo je bila najkrvavija bitka američkog građanskog rata i smatra se njegovom glavnom prekretnicom. Pickettov juriš 3. srpnja često se smatra najvećom pogreškom koju su konfederalne trupe napravile tijekom ratovanja zbog toga što je ozbiljno ugrozio pobjedu Konfederacije i mogućnost njihovog odcjepljenja. Leejeva vojska izgubila je 28 tisuća ljudi, a Meadeova 23 tisuće. Međutim, Lincoln je bio ljut što Meade nije presjekao Leeja dok se ovaj povlačio i nakon tog neuspjeha Lincoln se okrenuo zapadnoj bojišnici u potrazi za novim vodstvom. U isto vrijeme, konfederalno uporište u Vicksburgu je palo nakon čega je Unija preuzela kontrolu nad rijekom Mississippi na taj način trajno izolirajući zapadni dio Konfederacije. U tim trenucima na bojištu se pojavio novi vođa kakvog je Lincoln trebao - Ulysses S. Grant.

### Zapadna bojišnica
Dok su trupe Konfederacije brojile mnoštvo uspjeha na istočnoj bojišnici, uglavnom su doživljavale poraze na zapadu. Još u ranoj fazi rata otjerane su iz Missourija, uglavnom nakon Bitke kod Pea Ridgea. Invazija Leonidasa Polka na Columbus (Kentucky) označila je kraj neutralnosti te države i okrenula ju protiv Konfederacije. Nashville i središnji Tennessee pali su pod vlast Unije rane 1862. godine što je rezultiralo smanjivanjem lokalne opskrbe hranom i stokom te uništenjem društvene organizacije. 
| Bitka kod Chickamauge, najkrvavija dvodnevna bitka. Pobjeda Konfederacije zaustavila je ofenzivu Unije na dva mjeseca. |  | Bitka kod Chickamauge, najkrvavija dvodnevna bitka. Pobjeda Konfederacije zaustavila je ofenzivu Unije na dva mjeseca. |
| Bitka kod Chickamauge, najkrvavija dvodnevna bitka. Pobjeda Konfederacije zaustavila je ofenzivu Unije na dva mjeseca. |  | Zauzimanje New Orleansa. Trupe Unije otvaraju prolaz, potapaju flotu Konfederacije i zauzimaju dokove za svoju vojsku. |

U državi Mississippi Unija je prebacivala svoje trupe preko južne granice Tennesseeja, nakon što je uspjela osvojiti otok broj 10 i New Madrid (Missouri) te odmah potom i Memphis. U travnju 1862. godine Unija je zauzela New Orleans što joj je omogućilo kretanje rijekom Mississippi. Jedina utvrda koja je sprečavala Uniju od kontrole nad čitavom rijekom bila je ona u Vicksburgu.
Druga invazija generala Braxtona Bragga na Kentucky od strane Konfederacije rezultirala je besmislenom pobjedom nad generalom-bojnikom Donom Carlosom Buellom u Bitci kod Perryvillea. Bragg je ubrzo bio prisiljen okončati svoju namjeru invazije Kentuckyja i povući se zbog nedostatka podrške od strane Konfederacije u toj državi. General-bojnik William Rosecrans skoro je pobijedio Bragga u Bitci kod rijeke Stones u državi Tennessee.
Jedina prava pobjeda konfederalnih snaga na zapadu bila je u Bitci kod Chickamauge. Trupe general pukovnika Jamesa Longstreeta došle su u pomoć Braggu i uspjele poraziti Rosecransa unatoč junačkoj obrani generala bojnika Georgea Henryja Thomasa. Rosecrans se povukao u grad Chattanooga kojeg je odmah potom Bragg opkolio.
Glavni strateg i taktičar Unije na zapadu bio je Ulysses S. Grant koji je donio pobjede u Fort Henryju i Donelsonu (nakon čega je Unija dobila kontrolu nad Tennesseejem i rijekom Cumberland); u Bitci kod Shiloha te u bitci kod Vicksburga koja je učvrstila kontrolu Unije nad rijekom Mississippi i koja se smatra jednom od glavnih prekretnica kompletnog rata. Na oduševljenje Rosecransa, Grant je napao Bragga i pobijedio ga u Trećoj bitci kod Chattanooge, poslavši konfederalne trupe izvan granica države Tennesse i otvorivši put do Atlante i do samog središta Konfederacije.
| Quantrillovi konjanici na jedan dan su zauzeli hotel u slobodnoj državi Kansas u gradiću s populacijom od 2000 stanovnika; spalili su 185 zgrada te ubili 182 muškarca i mladića. |  | Quantrillovi konjanici na jedan dan su zauzeli hotel u slobodnoj državi Kansas u gradiću s populacijom od 2000 stanovnika; spalili su 185 zgrada te ubili 182 muškarca i mladića. |
| Quantrillovi konjanici na jedan dan su zauzeli hotel u slobodnoj državi Kansas u gradiću s populacijom od 2000 stanovnika; spalili su 185 zgrada te ubili 182 muškarca i mladića. |  | Nathaniel Lyon osvaja dokove St. Louisa i njihov arsenal oružja te vodi trupe Unije kako bi otjerao Konfederalne snage i vladu iz Missourija.                                     |

### Trans-Mississippi
Regiju trans-Mississippi karakteriziralo je opsežno gerilsko ratovanje budući su Konfederaciji nedostajale trupe i logistika kojima bi dali podršku regularnoj vojsci u njihovoj borbi protiv Unije. Lutajuće konfederalne trupe poput Quantrillovih konjanika terorizirali su područje, podjednako napadajući vojna postrojenja i civilne nastambe.
Do 1864. godine nasilničke aktivnosti znatno su utjecale na antiratni pokret koji je osmišljen kako bi se spriječio ponovni izbor Lincolna za Predsjednika. "Sinovi slobode" i "Red američkih vitezova" napadali su pro-unioniste, izabrane članove kabineta i nenaoružane vojnike. Nasilnici su otjerani van države Missouri tek nakon što je kompletno pješaštvo Unije krenulo u protunapad. Nakon toga država Missouri ne samo da je ostala u Uniji, već je 70% stanovnika glasalo za Lincolna na predstojećim izborima.
U južnim i zapadnim područjima države Missouri odvijali su se manji vojnički udari čiji je cilj bila kontrola indijanskog teritorija i teritorija Novog Meksika, a sve za stranu Unije. Konfederalni proboji u Novom Meksiku zaustavljeni su već 1862. godine, a prognana vlada iz Arizone povukla se u Teksas. Na indijanskom teritoriju građanski rat izbio je među plemenima. Oko 12 tisuća indijanskih ratnika borilo se za Konfederaciju, a manji broj za Uniju. Najprominentniji Cherokee bio je brigadni general Stand Watie, inače posljednji general Konfederacije koji se predao.
Nakon pada Vicksburga u srpnju 1863. godine, predsjednik Jefferson Davis obavijestio je generala Kirbyja Smitha u Teksasu da ne očekuje više pomoć s istočne strane rijeke Mississippi. Premda mu je nedostajalo sredstava za borbu protiv Unije, Smith je izradio impresivan arsenal oružja u Tyleru uz pomoć vlastite kompanije Kirby Smithdom koja se bavila izgradnjom željezničkih pruga i međunarodnim krijumčarenjem. Iz tog razloga Unija ga nije direktno napadala. Njihova namjera da zauzmu Shreverport (Louisiana) 1864. godine propala je pa je Teksas ostao u rukama Konfederacije tijekom čitavog trajanja rata.

### Završetak rata

#### Osvajanje Virginije
Početkom 1864. godine Lincoln je postavio Granta kao zapovjednika kompletne vojske Unije. Grant je kao svoje sjedište odabrao vojsku na Potomacu, a general bojnika Williama Tecumseha Shermana postavio kao zapovjednika vojske na zapadnoj bojišnici. Grant je razumio koncept totalnog rata i skupa s Lincolnom i Shermanom vjerovao da je jedini način ostvarivanja pobjede potpuni poraz konfederalnih trupa i uništavanje njihove gospodarske baze. Totalni rat u ovom slučaju nije značio ubijanje civila već uništavanje domova, farmi i željezničkih pruga. Stoga je Grant koordinirao strategiju pomoću koje će iz različitih smjerova u isto vrijeme udariti Konfederaciju. Generalima Georgeu Meadeu i Benjaminu Butleru bilo je zapovjeđeno da krenu na Leeja blizu Richmonda; general Franz Sigel (i kasnije Philip Sheridan) dobio je naređenje da napadne dolinu Shenandoah; general Sherman je trebao zauzeti Atlantu i marširati prema moru (Atlantskom oceanu); generali George Crook i William W. Averell trebali su napadati željeznice kako bi spriječili dovoz namirnica u zapadnu Virginiju, a general-bojnik Nathaniel P. Banks dobio je naređenje da zauzme Mobile (država Alabama). 
| Mrtvi vojnici nakon bitke kod Spotsylvanije u svibnju 1864. godine. |  | Mrtvi vojnici nakon bitke kod Spotsylvanije u svibnju 1864. godine. |
| Mrtvi vojnici nakon bitke kod Spotsylvanije u svibnju 1864. godine. |  | Mirovni pregovarači na parobrodu River Queen u ožujku 1865. godine: Sherman, Grant, Lincoln i Porter naslikani u trenutku razrade planova za posljednje tjedne građanskog rata. |

Snage Unije pokušale su manevrima izbjeći Leejevu vojsku te su vodili nekoliko bitaka tijekom te faze na istočnoj bojišnici. Grantove teške bitke koje je vodio u Wildernessu, Spotsylvaniji i Cold Harboru rezultirale su velikim vojnim gubitcima za Uniju, ali su također prisilile Leejeve trupe da se konstantno povlače. Pokušaj zaobilaženja Leeja s juga propao je pod vodstvom Butlera budući se isti nalazio u zamci u gradiću Bermuda Hundred. Ipak, Grant je bio uporan i unatoč gubitcima od preko 65 tisuća vojnika u sedam tjedana nastavio je pritiskati Leejevu vojsku Sjeverne Virginije prema Richmondu. U sljedećih devet mjeseci u opsadi Petersburga, dvije vojske će se naći u rovovskim bitkama.
Grant je napokon pronašao dovoljno agresivnog zapovjednika, generala Philipa Sheridana, koji će nadjačati konfederalne trupe 1864. godine. Sheridan je u početku poražen u Bitci kod New Marketa od strane bivšeg američkog potpredsjednika, a sada generala konfederalne vojske Johna C. Breckinridgea. Bitka kod New Marketa označila je posljednju veliku pobjedu konfederalnih trupa u građanskom ratu. Ubrzo potom Sheridan je udvostručio svoje napore i porazio general-bojnika Jubala A. Earlyja u nizu bitaka koje uključuju i onu odlučujuću kod Cedar Creeka. Sheridan je nakon toga odlučno nastavio, uništavajući poljoprivrednu bazu doline Shenandoah - nešto slično će kasnije napraviti i Sherman u državi Georgiji.
U međuvremenu, Sherman se kretao od Chattanooge do Atlante, usput porazivši konfederalne generale Josepha E. Johnstona i Johna Bella Hooda. Pad Atlante 2. rujna 1864. godine zagarantirao je ponovni izbor Lincolna za Predsjednika SAD-a. Hood je napustio područje Atlante kako bi uništio Shermanove zalihe i izvršio invaziju na Tennessee. General-bojnik Unije John Schofield porazio je Hooda u Bitci za Franklin, a George H. Thomas nanio mu je konačan poraz u Bitci za Nashville, potpuno uništivši njegovu vojsku.
Napustivši Atlantu i svoju bazu zaliha, Shermova vojska započela je marš prema nepoznatoj lokaciji. Izašli su na Atlantski ocean, kod Savannaha (država Georgia) u prosincu 1864. godine. Shermanovu vojsku slijedile su tisuće oslobođenih robova; tijekom njihovog marša nije bilo većih bitaka. Nakon toga Sherman se okrenuo prema sjeveru kako bi preko Južne i Sjeverne Karoline došao do južnog dijela Virginije na taj način stežući obruč oko Leejeve vojske.
U to je vrijeme, zbog učestalog dezerterstva i žrtava, Leejeva vojska bila puno manja od Grantove. Snage Unije ostvarile su odlučujuću pobjedu u Bitci kod Five Forksa, 1. travnja prisilivši Leeja da ode iz Petersburga i Richmonda. Glavni grad Konfederacije pao je u ruke XXV. korpusa Unije sačinjenog uglavnom od crnih vojnika. Ostatak Konfederativnih trupa pobjegao je na zapad i nakon poraza kod potoka Syler Robertu E. Leeju postalo je jasno da je svaki nastavak borbe protiv SAD-a u taktičkom i logističkom smislu nemoguć. 

#### Konfederacija se predaje
Lee se skupa sa svojom vojskom Sjeverne Virginije predao 9. travnja 1865. godine u kući McLean u selu Appomattox Court House. Premda to nije bilo dijelom tradicije, ali u znak velikog poštovanja generala Granta prema Robertu E. Leeju te njegove nade u mirno pripajanje država Konfederacije ostatku SADa-a, Lee je mogao zadržati svoj mač i konja (Traveller). Dana 14. travnja 1865. godine simpatizer Juga, kazališni glumac John Wilkes Booth, izvršio je atentat na predsjednika Lincolna. U zoru sljedećeg jutra Lincoln je preminuo, a Andrew Johnson postao novi Predsjednik SAD-a. U međuvremenu, Konfederalne snage na Jugu predale su se nakon što je do njih doprla vijest o Leejevoj predaji. Predsjednik Johnson službeno je objavio prekid pobune 9. svibnja 1865. godine. Dana 23. lipnja 1865. godine vođa Cherokeeja Stand Watie bio je posljednji general Konfederativnih trupa koji se predao.

## Diplomacija
Europa je tijekom 60-ih godina 19. stoljeća bila rascjepkana puno više nego prije Američke revolucije. Francuska je bila u oslabljenom stanju dok je Britanija još uvijek bila šokirana svojom lošom performansom tijekom Krimskog rata. Francuska nije mogla niti željela poduprijeti ijednu stranu u američkom sukobu bez Britanije gdje je prevladavala potpora Uniji premda su mišljenja u elitnom dijelu društva bila podijeljena. Dodatno su bili rastrojeni zbog Njemačke i Italije koje su imale svoje vlastite probleme ujedinjenja te zbog Rusije koja je u potpunosti podržavala Uniju.
Premda se Konfederacija nadala da će im se i Britanija i Francuska pridružiti u borbi protiv Unije to gotovo nikad nije bila opcija pa ih je umjesto toga željela dovesti kao posrednike. Pod vodstvom Lincolna i državnog tajnika Williama H. Sewarda Unija je potonje željela spriječiti pa su čak zaprijetili i ratom ako bilo koja zemlja službeno prizna postojanje Konfederacije Američkih Država. Godine 1861. Južnjaci su stavili embargo na izvoz pamuka nadajući se da će na taj način izazvati ekonomsku depresiju u Europi koja će prisiliti Britaniju da uđe u rat zbog pamuka.
Ipak, ovakav način diplomacije pokazao se neučinkovitim budući je Europa imala viška pamuka; međutim zbog loše žetve u razdoblju od 1860. do 1862. godine u Europi, Sjever je bio taj koji je počeo izvoziti svoje žitarice koje su bile od kritične važnosti. To je također pripomoglo da o američkom građanskom ratu u Europi započne prevladavati pozitivno mišljenje o Uniji. Govorilo se da je "kraljevstvo žitarica bilo puno moćnije od kraljevstva pamuka", a žitarice iz Amerike su sada činile skoro polovicu britanskog uvoza (do tada je bila tek četvrtina). Kada se Britanija napokon suočila s nedostatkom pamuka povećali su uzgoj istoga u Egiptu i Indiji. U međuvremenu rat je stvorio radna mjesta za proizvođače oružja, radnike u čeličanama te britanske brodove koji su prevozili oružja.
Charles Francis Adams, veleposslanik Unije u Britaniji, pokazao se izuzetno vještim pa Britanija nije željela ići protiv blokade. Konfederacija je kupila nekoliko ratnih brodova od komercijalnih brodogradilišta u Britaniji. Najslavniji od njih bio je CSS Alabama koji je nanio znatnu štetu i bio predmetom oštrih poslijeratnih rasprava. Međutim, javno mnijenje o robovlasništvu kreiralo je političku odgovornost za europske političare, pogotovo u Britaniji (koja je ukinula ropstvo u vlastitim kolonijama još 1834. godine).
Kasne 1861. godine mogao se nazrijeti početak rata između Unije i Britanije zbog afere Trent; nekoliko pripadnika mornarice Unije nasilno se ukrcalo na britanski brod koji je prenosio poštu, a sve kako bi zarobili dva diplomata iz Konfederacije. Međutim, London i Washington uspjeli su razriješiti probleme nakon što je Lincoln pustio diplomate iz zarobljeništva. Godine 1862. Britanci su razmišljali o tome da postanu posrednici u ratu - premda bi takva odluka rezultirala ratom protiv Unije. Lord Palmerston navodno je tri puta za redom pročitao knjigu Čiča Tomina koliba tijekom donošenja ove odluke.
Pobjeda Unije u Bitci kod Antietama uzrokovala je odgađanje ove odluke. Proglas o Emancipaciji će s vremenom još više odmoći političkoj potpori Konfederacije. Unatoč simpatijama koje su osjećali prema Konfederaciji, osvajanje Meksika od strane Francuza u konačnici ih je odvratilo od rata s Unijom. Pred kraj rata Konfederacija je predložila ukidanje ropstva u zamjenu za diplomatsko priznanje, ali niti London niti Pariz to nisu ozbiljno shvatili. Pobuna Poljske protiv Rusije 1863. godine dodatno je odvratila europske moći od američkog građanskog rata i osigurala njihovu neutralnost do kraja sukoba.

## Pobjeda i posljedice

### Rezultati rata
|                                             | Unija             | Konfederacija     |
| ------------------------------------------- | ----------------- | ----------------- |
| Stanovništvo 1860.                          | 22.100.000 (71%)  | 9.100.000 (29%)   |
| - - 1864.                                   | 28.800.000 (90%)  | 3.000.000 (10%)   |
| Slobodni 1860.                              | 21.700.000 (81%)  | 5.600.000 (19%)   |
| Robovi 1860.                                | 400.000 (11%)     | 3.500.000 (89%)   |
| - - 1864.                                   | zanemariva brojka | 1.900.000         |
| Vojnici 1860. – 1864.                       | 2.100.000 (67%)   | 1.064.000 (33%)   |
| Dužina željezničkih pruga (u miljama) 1860. | 21.800 (71%)      | 8.800 (29%)       |
| - - 1864.                                   | 29.100 (98%)      | zanemariva brojka |
| Manufakture 1860.                           | 90%               | 10%               |
| - - 1864.                                   | 98%               | zanemariva brojka |
| Proizvodnja oružja 1860.                    | 97%               | 3%                |
| - - 1864                                    | 98%               | zanemariva brojka |
| Paketi pamuka 1860.                         | zanemariva brojka | 4.500.000         |
| - - 1864.                                   | 300.000           | zanemariva brojka |
| Izvozi 1860.                                | 30%               | 70%               |
| - - 1864.                                   | 98%               | zanemariva brojka |

Povjesničari su vodili detaljne rasprave o tome da li je Konfederacija uopće mogla pobijediti u ratu. Većina poznavatelja materije, među kojima je i James McPherson, slažu se da je pobjeda Konfederacije kao ishod bila najmanje moguća. McPherson tvrdi da se prednost Sjevera uglavnom odnosila na populaciju i sredstva koja su njegovu pobjedu učinili mogućom, iako ju nisu garantirali. Također tvrdi da je Konfederacija mogla izdržati puno dulje i na taj način izmoriti Uniju da je koristila nekonvencionalne taktike ratovanja.
Konfederaciji nije bilo potrebno raditi invazije i zadržavati neprijateljski teritorij kako bi ostvarila pobjedu; sve što je trebala napraviti jest voditi obrambeni rat i uvjeriti Sjever da bi u tom slučaju cijena pobjede bila previsoka. Sjever je bio taj koji je trebao osvajati i zadržavati veliki dio neprijateljskih teritorija te poraziti vojsku Konfederacije kako bi osigurao pobjedu. Konfederacija je željela nadživjeti razdoblje Lincolnovog boravka u Bijeloj kući kako bi osigurala svoju nezavisnost; međutim, nakon pada Atlante i Lincolnove pobjede protiv McClellana na re-izborima 1864. godine sva nada u političku pobjedu Juga je bila ugašena. U tom trenutku je Lincoln uspio dobiti potporu pograničnih država, ratnih demokrata, emancipiranih robova te Britanije i Francuske. Pobijedivši demokrate i McClellana, Lincoln je također pobijedio i političku skupinu demokrata koji su se od početka protivili građanskom ratu i zalagali se za mirno rješenje sukoba (Copperheads).
Mnogi povjesničari su složni u mišljenju da je Unija imala nesavladivu dugoročnu prednost nad Konfederacijom u smislu industrijske snage i populacije. Akcije Konfederacije samo su produljivale njezin poraz. Povjesničar građanskog rata Shelby Foote napisao je: "Mislim da je Sjever vodio građanski rat lijevom rukom... Da je bilo više južnjačkih pobjeda (čak i da ih je bilo puno više) Sjever bi jednostavno počeo upotrebljavati svoju desnu ruku. Mišljenja sam da Jug nikada nije imao šanse pobijediti u tom ratu."
Lincolnova rječitost i umijeće da zadrži pogranične države na strani Unije također su igrale važnu ulogu. Premda mu je trebalo dugo vremena da donese Proglas o emancipaciji upravo on označava efektivnu upotrebu predsjedničkih ratnih ovlasti. Vlada Konfederacije nije uspjela zadobiti Europu na svoju stranu u vojnom smislu, pogotovo Veliku Britaniju i Francusku. Južnjačkim vođama trebale su europske snage kako bi razbili blokadu Unije koju je ova stvorila u lukama i gradovima.
Lincolnova pomorska blokada bila je 95% uspješna u zaustavljanju trgovine robom; kao rezultat, import i eksport robe do Juga je znatno opao. Obilje pamuka u Europi i britansko neodobravanje ropstva skupa s Lincolnovom blokadom Atlantika i Meksičkog zaljeva umnogome su smanjili bilo kakvu šansu Britanije ili Francuske za ulazak u rat.

### Cijena rata
U Američkom građanskom ratu poginulo je otprilike 1,030,000 ljudi (3% ukupne populacije), uključujući oko 620 tisuća vojnika koji su umrli zbog raznih oblika infekcije te oko 50 tisuća civila. Povjesničar sa Sveučilišta Binghamton, J. David Hacker vjeruje da je u ratu sveukupno poginulo otprilike 750 tisuća vojnika, 20% više od tradicionalno procijenjenog premda napominje da je ta brojka čak i veća (do 850 tisuća). U građanskom ratu poginulo je više Amerikanaca nego u svim drugim ratovima zajedno koje su Amerikanci vodili u svojoj povijesti.
| Jedan od trinaest ratnih veterana bili su amputirani. |  | Posmrtni ostaci obaju strana bili su ponovno zakopani. |  | Naconalno groblje na Jugu (Andersonville). |
| Jedan od trinaest ratnih veterana bili su amputirani. |  | Posmrtni ostaci obaju strana bili su ponovno zakopani. |  | Naconalno groblje na Jugu (Andersonville). |

Uzroci rata, razlozi njegovog ishoda pa čak i samo njegovo ime i danas su predmet mnogih dugotrajnih rasprava. Na temelju popisnih podataka iz 1860. godine, 8% svih muškaraca bijelaca u rasponu od 13 do 43 godina života umrlo je u ratu, uključujući 6& sjevernjaka i 18% južnjaka. Oko 56 tisuća vojnika umrlo je u zarobljeničkim logorima tijekom građanskog rata. Procijenjeno je da je otprilike 60 tisuća muškaraca izgubilo neki od udova tijekom ratovanja.
Jedan od glavnih uzroka visokog postotka smrti u bitkama tijekom rata bila je upotreba napoleonske taktike, kao što je juriš. Zbog upotrebe puno preciznijih oružja i, pred kraj rata, repetativnih puški poput Spencerice, vojnici su doslovno bili pokošeni dok su na otvorenom stajali u ravnim linijama. Sve to dovelo je do ratovanja u rovovima, stil koji će uvelike definirati većinu Prvog svjetskog rata.
Bogatstvo stečeno ropskim radom u Konfederaciji (s otprilike tri i pol milijuna robova) završilo je dolaskom vojnika Unije; gotovo svi robovi oslobođeni su Proglasom o emancipaciji, iako to nije imalo učinka do 1865. g. Robovi u pograničnim državama te oni koji su se nalazili na teritorijima koji su prije bili pod vodstvom Konfederacije (a prije donošenja Proglasa o emancipaciji) bili su oslobođeni državnom akcijom (18. prosinca 1865. godine) ili Trinaestim amandmanom.
Rat je uništio većinu bogatstva koje je do tada postojalo na Jugu. Sva ulaganja u obveznice Konfederacije bila su ukinuta. Osobni dohoci pojedinaca na Jugu pali su na manje od 40% u odnosu na one na Sjeveru što je potrajalo sve do 20. stoljeća. Južnjački utjecaj u američkoj saveznoj vladi uvelike je opao i ostao takav sve do sredine 20. stoljeća. Potpuna obnova Unije uslijedila je poslije rata erom rekonstrukcije.

### Era rekonstrukcije
Era rekonstrukcije počela je tijekom rata i to Proglasom o emancipaciji (1. siječnja 1863. godine) i trajala je sve do 1877. godine. Uključivala je mnoštvo kompleksnih metoda kojima se pokušalo riješiti pitanje rata od kojih su najvažnija bila tri "amandmana rekonstrukcije" uvedena u Ustav SAD-a koja su ostala na snazi sve do danas: trinaesti (1865.), četrnaesti (1868.) i petnaesti amandman (1870.). Iz perspektive Unije, ciljevi rekonstrukcije su bili osiguravanje njezine pobjede na bojišnicama putem ujedinjenja; osiguranje "republikanske forme vlade za bivše Konfederalne Države"; te trajno ukidanje ropstva i sprečavanje poluropstva.
Predsjednik Johnson blago je postupao prema rekonstrukciji te je smatrao da je glavni cilj ostvaren 1865. godine nakon što je svaka pobunjenička država odbacila separatizam i prihvatila trinaesti amandman. Ipak, radikalni republikanci poput Thaddeusa Stevensa i Charlesa Sumnera na sve su to gledali skeptično. Oni su došli do izražaja nakon izbora 1866. godine i odbacili većinu Johnsonovog rada. Koristili su vojsku kako bi razriješili dužnosti dotadašnje južnjačke vlade i održali nove izbore u kojima su glasali svi slobodni ljudi. Rezultat svega bila je republikanska koalicija koja je preuzela vlast u deset država uz pomoć pripadnika američke vojske. U međuvremenu je ured za slobodne ljude kao dio vojske odigrao ključnu ulogu u pomaganju crncima, dok su se paravojne postrojbe poput prvog Ku Klux Klana koristile nasiljem kako bi spriječile njegov napor.
"Liberalni republikanci" koji su smatrali da su ratni ciljevi postignuti i da rekonstrukcija treba završiti, kandidirali su se na izborima 1872. godine i bili uvjerljivo poraženi nakon ponovnog re-izbora Granta. Demokrati su 1874. godine preuzeli kontrolu na Kongresom i protivili se rekonstrukciji. Izbori za predsjednika SAD-a 1876. godine bili su osporavani i riješeni tek Kompromisom iz 1877. kojim je u Bijelu kuću došao republikanac Rutherford B. Hayes. Upravo je on povukao posljednje savezne trupe i posljednje republikanske vlade na Jugu su nestale; povjesničari su uglavnom složni u mišljenju da je to bio trenutak okončanja građanskog rata i ere rekonstrukcije.

## Sjećanje na rat
Američki građanski rat predstavlja jedan od središnjih događaja u američkoj povijesti. Izgrađeni su i postavljeni nebrojeni kipovi, održane nebrojene komemoracije, napisane stotine knjiga, a postoji i opsežna arhivska kolekcija. Uspomene na rat uključuju pregled domaćih bojišnica, vojnih strategija, tretmane vojnika (živih i mrtvih) u poslijeratnom razdoblju, opise rata u literaturi i umjetnosti, rasprave o tome tko su bili heroji, a tko zločinci te pogotovo moralne i političke lekcije koje su proizašle iz samog rata. Moderne teme uključuju i moralnu evaluaciju rasizma i ropstva, junaštvo u bitkama i u njihovoj pozadini, pitanje demokracije i prava manjina te ideju "carstva slobode" koja utječe na ostatak svijeta. Na Jugu uspomene na rat uglavnom se karakteriziraju kao "izgubljeni slučaj", a upravo je takva definicija utjecala na regionalni identitet i rasne odnose među stotinama poslijeratnih generacija.

### 150. obljetnica
Godine 2011. obilježila se 150. godišnjica Američkog građanskog rata. Mnogi na Jugu pokušali su pripojiti crnačku prošlost i bjelačku perspektivu. Anketa provedena u ožujku 2011. godine pokazala je da su Amerikanci još uvijek podijeljeni u mišljenju oko rezultata i prikladnih memorijala kojima se obilježava građanski rat. Američki filmovi o građanskom ratu uglavnom su se bavili temama "brat protiv brata", a u novije vrijeme sve je više Afroameričkih glumaca. Benard Simelton, predsjednik NAACP-a izjavio je da je obilježavanje građanskog rata jednako obilježavanju Holokausta. Što se tiče ropstva, Simelton je izjavio da su crncima "bila oduzeta prava" te da su crnci "bili tretirani kao manje od ljudskih bića". Povjesničar Bob Sutton izjavio je da je ropstvo bilo "glavni uzročnik" rata. Sutton također smatra da su prava država bila samo jeftina opravdanja Konfederacije koja je željela priznanje Britanije i ulazak u rat. Napomenuo je da su tijekom 100. obljetnice građanskog rata Južnjaci više slavili genijalnost svojih generala, nego oslobođenje robova. U jesen 2010. godine u državi Virginia održana je konferencija o pitanju ropstva.

## Vođe građanskog rata

### Unija (Sjever)
| - Ambrose Everett Burnside - Benjamin Franklin Butler - Thomas Leonidas Crittenden - Samuel Ryan Curtis - George Armstrong Custer | - Ulysses S. Grant - Henry Wager Halleck - Joseph Hooker - James Henry Lane - Abraham Lincoln | - George McClellan - James Birdseye McPherson - George Gordon Meade - John Pope - Fitz John Porter | - William Starke Rosecrans - Winfield Scott - Philip Henry Sheridan - William Tecumseh Sherman |

### Konfederacija (Jug)
| - P.G.T. Beauregard - Braxton Bragg - Matthew Butler - George B. Crittenden - Jefferson Davis | - Nathan Bedford Forrest - George Washington Gordon - Thomas Jonathan Jackson - Joseph Eggleston Johnston - Albert Sidney Johnston | - Fitzhugh Lee - Robert Edward Lee - James Longstreet - John Clifford Pemberton - Thomas L. Rosser | - Sterling Price - Henry Hopkins Sibley - J.E.B. Stuart - Joseph Wheeler |

### Pregledi
- Beringer, Richard E., Archer Jones i Herman Hattaway, Why the South Lost the Civil War (1986.) utjecajna analiza faktora; skraćena verzija je The Elements of Confederate Defeat: Nationalism, War Aims, and Religion (1988.)
- Bestor, Arthur. "The American Civil War as a Constitutional Crisis," American Historical Review (1964.) 69#2, pp. 327–52 in JSTOR
- Catton, Bruce, The Civil War, American Heritage, 1960., ISBN 978-0-8281-0305-3, ilustrirana pripovijest
- Davis, William C. The Imperiled Union, 1861. – 1865. 3v (1983.)
- Donald, David et al. The Civil War and Reconstruction (posljednje izdanje iz 2001.); pregled na 700 stranica
- Eicher, David J., The Longest Night: A Military History of the Civil War, (2001.), ISBN 978-0-684-84944-7.
- Fellman, Michael et al. This Terrible War: The Civil War and its Aftermath (drugo izdanje iz 2007.), pregled na 544 stranice
- Gara, Larry. 1964. The Fugitive Slave Law: A Double Paradox Eseji o građanskom ratu i rekonstrukciji, New York: Holt, Rinehart i Winston, 1970. (originalno objavljeno u Civil War History, X, broj 3, rujan 1964.)
- Guelzo, Allen C. Fateful Lightning: A New History of the Civil War and Reconstruction (2012.) 593 stranice; razdoblje 1848. – 1877.
- Foote, Shelby. The Civil War: A Narrative (3 dijela), (1974.), ISBN 978-0-394-74913-6. Vrlo detaljna vojna pripovijest koja pokriva sve fronte
- Holt, Michael F. 2004.  The fate of their country: politicians, slavery extension, and the coming of the Civil War Hill i Wang, New York.
- Katcher, Philip. The History of the American Civil War 1861–5, (2000.), ISBN 978-0-600-60778-6. Detaljna analiza svake bitke uz uvod i pozadinu
- Krannawitter, Thomas L. 2008. Vindicating Lincoln: Defending the Politics of Our Greatest President. Rowman & Littlefield, London.
- McPherson, James M. Battle Cry of Freedom: The Civil War Era (1988.), pregled na 900 stranica iz svih perspektiva rata; dobitnik Pulitzerove nagrade
- McPherson, James M. This Mighty Scourge: Perspectives on the Civil War. Oxford University Press. New York.
- McPherson, James M. Ordeal By Fire: The Civil War and Reconstruction (drugo izdanje 1992.), udžbenik
- Nevins, Allan. Ordeal of the Union, set od osam dijelova (1947. – 1971.). Najdetaljniji politički, gospodarski i vojni pregled; dobitnik Pulitzerove nagrade
  - 1. Fruits of Manifest Destiny, 1847. – 1852.; 2. A House Dividing, 1852. – 1857.; 3. Douglas, Buchanan, and Party Chaos, 1857. – 1859.; 4. Prologue to Civil War, 1859. – 1861.; dio 5–8 serijaliziranog imena "War for the Union"; 5. The Improvised War, 1861. – 1862.; 6. War Becomes Revolution, 1862. – 1863.; 7. The Organized War, 1863. – 1864.; 8. The Organized War to Victory, 1864. – 1865.
- Rhodes, James Ford. A History of the Civil War, 1861–1865 (1918.), nagrada Pulitzer; kratka verzija njegove povijesti u 5 dijelova
- Miller, William L. 2009. Abraham Lincoln: The Duty of a Statesman Vintage Books.
- Russell, Robert R. 1966. Constitutional Doctrines with Regard to Slavery in Territories in Journal of Southern History, Vol. 32, No. 4 (studeni 1966.), str. 466. – 486.
- Stampp, Kenneth M.  1990. America in 1857: a nation on the brink. Oxford University Press, New York.
- Ward, Geoffrey C. The Civil War (1990), based on PBS series by Ken Burns; vizualni naglasak
- Weigley, Russell Frank. A Great Civil War: A Military and Political History, 1861–1865 (2004.); primarno vojno

### Životopisi
- American National Biography u 24 dijela (1999.), eseji znanstvenika o svim važnim ličnostima; internet i print izdanje dostupni u mnogim knjižnicama
- McHenry, Robert ed. Webster's American Military Biographies (1978.)
- Warner, Ezra J., Generals in Blue: Lives of the Union Commanders, (1964.), ISBN 978-0-8071-0822-2
- Warner, Ezra J., Generals in Gray: Lives of the Confederate Commanders, (1959.), ISBN 978-0-8071-0823-9

Vojnici
- Berlin, Ira, et al., eds. Freedom's Soldiers: The Black Military Experience in the Civil War (1998.)
- Glatthaar, Joseph T. General Lee's Army: From Victory to Collapse (2009.)
- Hess, Earl J. The Union Soldier in Battle: Enduring the Ordeal of Combat (1997.)
- McPherson, James. For Cause and Comrades: Why Men Fought in the Civil War  (1998.)
- Power, J. Tracy. Lee's Miserables: Life in the Army of Northern Virginia from the Wilderness to Appomattox (2002.)
- Wiley, Bell Irvin. The Life of Johnny Reb: The Common Soldier of the Confederacy (1962.) (ISBN 978-0-8071-0475-0)
- Wiley, Bell Irvin. Life of Billy Yank: The Common Soldier of the Union (1952.) (ISBN 978-0-8071-0476-7)

### Referentne knjige i bibliografije
- Blair, Jayne E. The Essential Civil War: A Handbook to the Battles, Armies, Navies And Commanders (2006.)
- Carter, Alice E. and Richard Jensen. The Civil War on the Web: A Guide to the Very Best Sites- drugo izdanje (2003.)
- Current, Richard N., et al. eds. Encyclopedia of the Confederacy (1993.) (set od 4 dijela; također skrašena verzija prvog dijela) (ISBN 978-0-13-275991-5)
- Faust, Patricia L. (ed.) Historical Times Illustrated Encyclopedia of the Civil War (1986.) (ISBN 978-0-06-181261-3) 2000 kratkih bilježaka
- Esposito, Vincent J., West Point Atlas of American Wars internet izdanje iz 1995.
- Heidler, David Stephen, ed. Encyclopedia of the American Civil War: A Political, Social, and Military History (2002.), 1600 bilježaka na 2700 stranica u 5 dijelova
- North & South - The Official Magazine of the Civil War Society bavi se pregledom knjiga, bitaka, diskusija i analiza te ostalim problemima Američkog građanskog rata.
- Resch, John P. et al., Americans at War: Society, Culture and the Homefront vol 2: 1816–1900 (2005.)
- Savage, Kirk, Standing Soldiers, Kneeling Slaves: Race, War, and Monument in Nineteenth-Century America. Princeton, N.J.: Princeton University Press, 1997. (Knjiga o spomenicima iz građanskog rata.)
- Tulloch, Hugh. The Debate on the American Civil War Era (1999.)
- Wagner, Margaret E. Gary W. Gallagher, and Paul Finkelman, eds. The Library of Congress Civil War Desk Reference (2002.)
- Woodworth, Steven E. ed. American Civil War: A Handbook of Literature and Research (1996) (ISBN 978-0-313-29019-0), 750 stranica povijesti i bibliografije internet izdanje

### Primarni izvori
- Commager, Henry Steele (ed.). The Blue and the Gray. The Story of the Civil War as Told by Participants. (1950.),  isječci iz primarnih izvora
- Hesseltine, William B. ed.; The Tragic Conflict: The Civil War and Reconstruction (1962.), isječci iz primarnih izvora
- Simpson, Brooks D. et al. eds. The Civil War: The First Year Told by Those Who Lived It (Library of America 2011) 840 stranica sa 120 dokumenata iz 1861. godine internet pregledi

## Vanjske poveznice
- Američki građanski rat na Curlie
- Fotografije iz građanskog rata iz nacionalne arhive
- View images from the Kolekcija fotografija građanskog rata iz Kongresne knjižnice
- Zaklada građanskog rata
- Civil War Era Digital Collection at Gettysburg College Ova kolekcija sadržava slike iz političkih crtića, osobne papire, pamflete, mape, slike i fotografije iz ere građanskog rata.
- Civil War 150  Arhivirana inačica izvorne stranice od 4. srpnja 2012. (Wayback Machine) Interaktivna web stranica Washington Posta o 150. godišnjici Američkog građanskog rata.
- Civil War in the American South – Društvo južnoistočnih knjižnica, portal s linkovima do gotovo 9000 digitaliziranih knjiga, pamfleta, pisama, mapa, osobnih dokumenata i transkripata iz ere građanskog rata
- The Civil War – web stranica sa sedam tisuća stranica, uključuje i kompletna izdanja novina Harper's Weekly iz doba građanskog rata
- Civil War Living History Reenactments (videos)
- Atlas s West Pointa o bitkama u građanskom ratu